# (498) Tokio
(498) Tokio ist ein Asteroid des Hauptgürtels, der am 2. Dezember 1902 vom französischen Astronomen Auguste Charlois in Nizza entdeckt wurde.
Der Asteroid ist nach der japanischen Hauptstadt Tokio benannt.